# Можарское сельское поселение (Рязанская область)
Можарское се́льское поселе́ние — муниципальное образование в Сараевском районе Рязанской области Российской Федерации.
Административный центр — село Меньшие Можары.

## История
Статус и границы сельского поселения установлены Законом Рязанской области от 7 октября 2004 года № 94-ОЗ «О наделении муниципального образования - Сараевский район статусом муниципального района, об установлении его границ и границ муниципальных образований, входящих в его состав»

## Население
| 2010  | 2012  | 2013  | 2014  | 2015  | 2016  | 2017  |
| ----- | ----- | ----- | ----- | ----- | ----- | ----- |
| 1757  | ↘1724 | ↘1699 | ↘1649 | ↘1607 | ↘1586 | ↘1565 |
| 2018  | 2019  | 2020  | 2021  |       |       |       |
| ↘1554 | ↘1489 | ↘1439 | ↗1507 |       |       |       |

## Состав сельского поселения
| № | Населённый пункт | Тип населённого пункта       | Население |
| - | ---------------- | ---------------------------- | --------- |
| 1 | Алешня           | посёлок                      | 2         |
| 2 | Большие Можары   | село                         | ↘595      |
| 3 | Веселый          | посёлок                      | 131       |
| 4 | Глинище          | деревня                      | 15        |
| 5 | Красная Звезда   | посёлок                      | 18        |
| 6 | Максимовка       | деревня                      | 116       |
| 7 | Меньшие Можары   | село, административный центр | ↘862      |
| 8 | Соловьёвка       | деревня                      | 18        |